# Torrestío

Torrestío (Torrostigu en leonés) es un pueblo de alta montaña del municipio leonés de San Emiliano, tratándose de su pueblo de mayor altitud. Está situado en el  Camino Real del Puerto de la Mesa.
Aunque se encuentra en la provincia de León se trata de uno de los pueblos con mayor influencia de la cultura asturiana en León; muestra de esa influencia es la gran cantidad de construcciones típicamente asturianas existentes, principalmente hórreos.
Actualmente tiene categoría administrativa de Entidad Local Menor. En tiempos históricos se regía por un sistema de concejo abierto de vecinos.

## Historia
El nombre se cree que hace referencia a una antigua torre defensiva situada al sureste del pueblo, dicha torre se encuentra en ruinas.
Torrestío es un pueblo habitado históricamente por los vaqueros trashumantes asturianos como lugar de residencia durante el verano. La residencia de invierno estaba establecida en diversos concejos asturianos como Llanera (Tabladiello, Pruvia, La Barganiza), Salas, Las Regueras, Gijón (Serín), Gozón (parroquia de Verdicio), Oviedo (Latores y Limanes) o Siero. No obstante, otros habitantes permanecían en el pueblo todo el año; este diferente estilo de vida produjo en ocasiones conflictos y discriminaciones hacia los vaqueros por parte de los habitantes que permanecían todo el año en el pueblo. En los pueblos de la zona central de Asturias donde los vaqueros pasaban el invierno no se daba la discriminación existente con los vaqueiros de la zona occidental. Este movimiento migratorio era denominado en la zona de Babia como hacer la alzada de las marinas. La partida de Torrestío hacia Asturias solía hacerse en función del tiempo meteorológico a finales de Octubre o principios de Noviembre y se volvía hacia el mes de mayo.
En esta zona, a diferencia de los vaqueiros de la zona occidental de Asturias, la denominación de los trashumantes es de vaqueros.
La decadencia del estilo de vida tradicional trashumante en el pueblo se produjo a lo largo de todo el siglo XX, acentuándose durante la guerra civil debido a la quema de parte del caserío y en los años 60 debido a la relativa prosperidad conseguida con la mina de oligisto abierta en las cercanías del lago de la Cueva en el cercano concejo de Somiedo en Asturias. 
A partir de los años 70 del siglo XX desaparece la trashumancia tradicional y se pasa a un modelo de ganadería extensiva donde la trashumancia se realiza por carretera en camiones.
Desde hace unos años se realiza en los meses de verano una Ruta de alzada de Vaqueros de Las Regueras a Torrestío rememorando la ruta histórica de la trashumancia a este pueblo.